# Iglesia de Bilolutsk
La iglesia de Bilolutsk, también conocida como iglesia de la Santa Trinidad (en ucraniano: Троїцька церква; en ruso: Свято-Введенская церковь) es un edificio religioso de la iglesia ortodoxa ucraniana situado en Bilolutsk, óblast de Lugansk (Ucrania). 
Ahora la iglesia de la Santa Trinidad es un monumento arquitectónico protegido del siglo XIX. 

## Historia
La iglesia fue consagrada y comenzó a funcionar en 1885 pero tomó mucho tiempo construirla, 25 años. Aquí también había una iglesia-escuela parroquial, construida en 1907 y que ha sobrevivido hasta el día de hoy.
El templo, después de haber resistido el ateísmo promovido en los años 20 y 30 por las autoridades soviéticas, a finales de los 60 cayó gradualmente en mal estado. La reducción del número de feligreses, la persecución encubierta de los creyentes, llevó al cierre de la iglesia en el sentido literal de la palabra (de hecho, 1967 hubo el último servicio religioso). 
En 2020 empezaron las obras para la restauración del templo.

## Arquitectura
La arquitectura del edificio tiene un acabado estético mejor que la mayoría de iglesias ortodoxas contemporáneas, construida de piedra, cementada por fuera y revocada por dentro. El edificio tiene una gran cúpula y un campanario de dos niveles.

## Galería

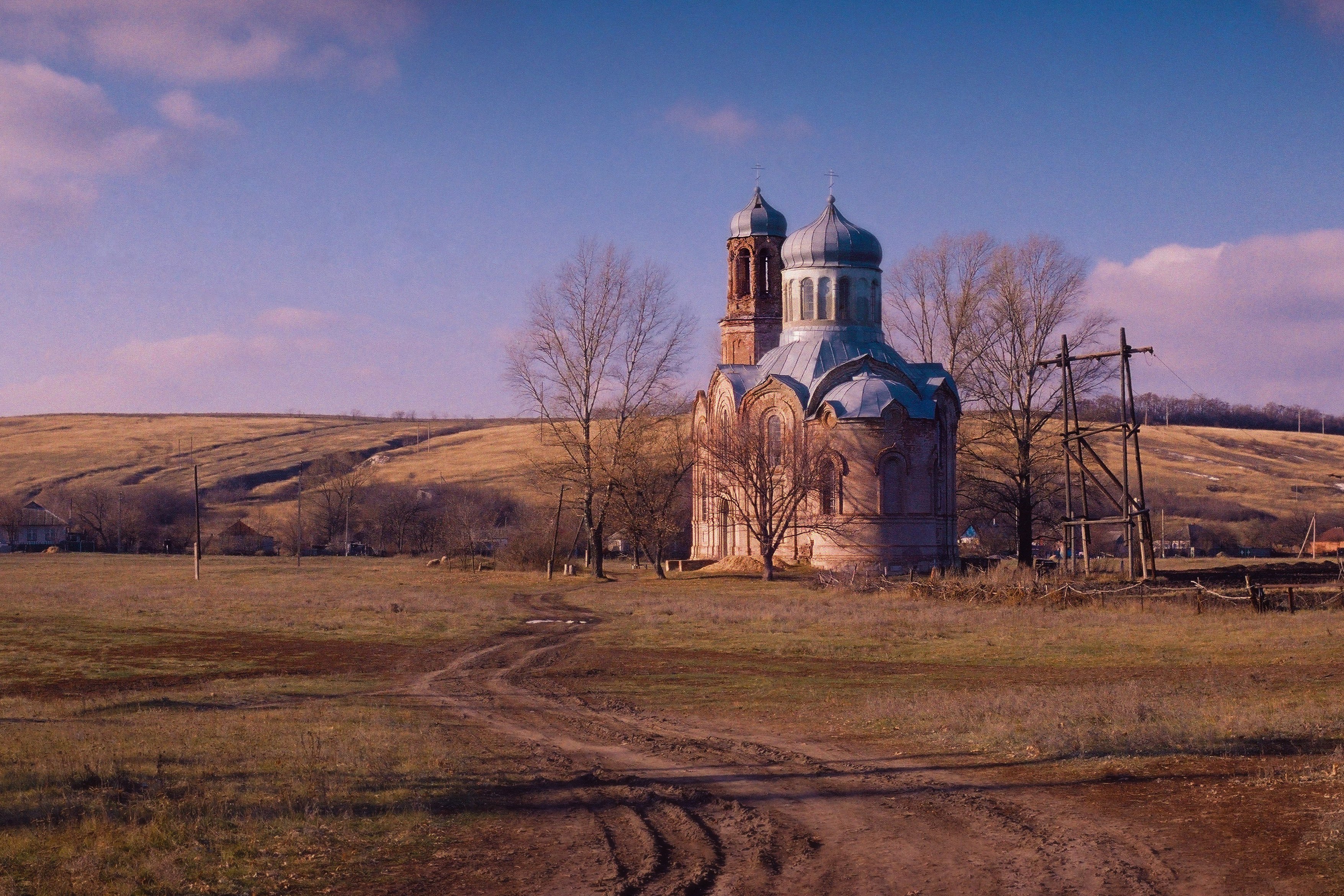
Vista trasera de la iglesia
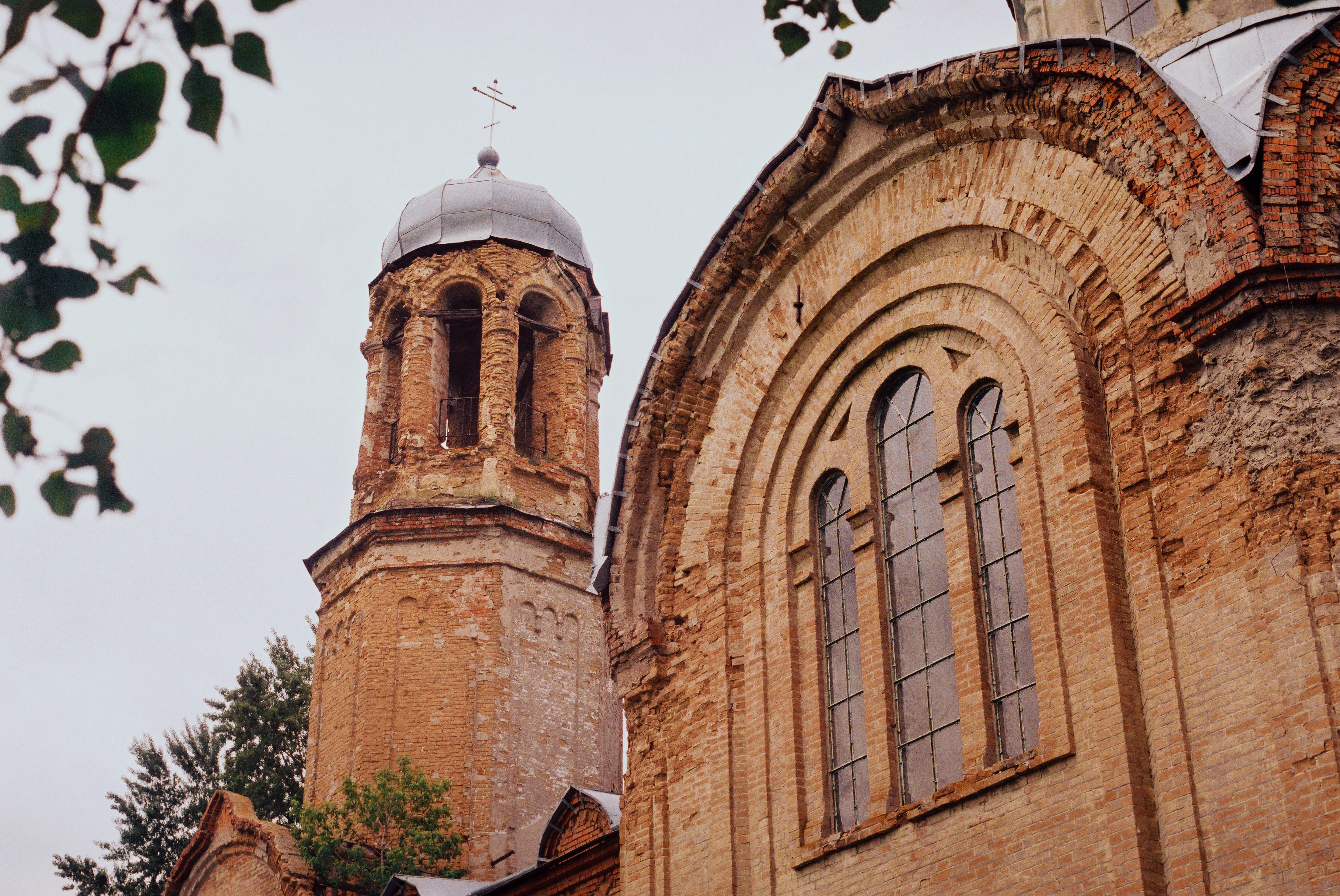
Detalle del campanario de la iglesia
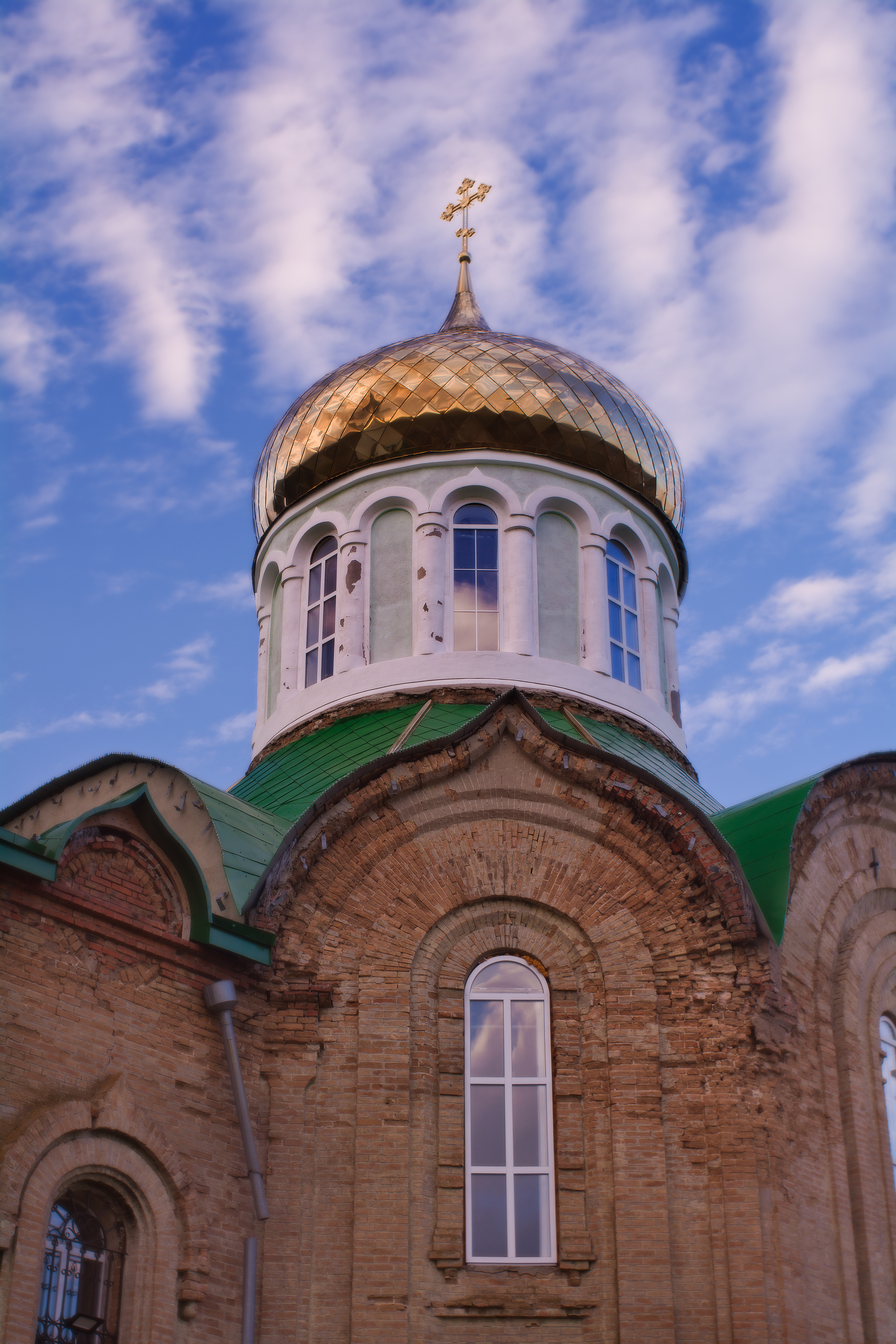
Cúpula bulbosa de la iglesia de Bilolutsk